# カティサーク (酒)
カティサーク（英語: Cutty Sark）は、スコットランド産のブレンデッドウイスキー。1923年イギリス・ロンドンのベリーブロス&ラッド社で販売が開始された。
名前は、19世紀スコットランドで造られた著名な紅茶運搬船（ティークリッパー）カティサーク号にちなむ。名前を考案したのは、開発陣の一人であるスコットランド人の画家ジェームズ・マクベイであり、当時カティサーク号がテムズ川を訪れていたことから着想を得た。なお、現在のロゴはスウェーデン人の画家Carl Georg August Wallinが描いたものであり、1955年から使われている。
もともとイギリス本国でなく、当時禁酒法時代だった米国へ密輸するために開発された。開発企画を持ち込んだのも、米国の密輸業者ビル・マッコイだった。2013年には、禁酒法解除80年を記念して、黒いボトルの「カティサーク プロヒビション」が販売された。
日本では2011年から2023年3月末までバカルディ・ジャパン（サッポロビール）がブランドを保有していたが、2023年4月1日より輸入販売元がバカルディ・ジャパンからアサヒビールへ変更となった。コンビニやスーパーで広く販売されている。